# توم أوبراين (لاعب كرة قاعدة)
توم أوبراين (بالإنجليزية: Tom O'Brien)‏ هو لاعب كرة قاعدة أمريكي، ولد في 20 فبراير 1873 في فيرونا ‏ في الولايات المتحدة، وتوفي في 3 فبراير 1901 في فينيكس في الولايات المتحدة.

## وصلات خارجية
- توم أوبراين على موقعبيزبول رفرنس.كوم (الدوري الرئيسي) (الإنجليزية)